# Sofia Old Dogs
I Sofia Old Dogs sono una squadra di football americano di Sofia, in Bulgaria, fondata nel 2020.

## Dettaglio stagioni

### Tornei nazionali

#### Campionato

##### Campionato bulgaro di football americano
| Stagione | regular season | regular season | regular season | regular season | regular season | regular season | playoff | playoff | playoff | playoff | playoff | playoff   | playoff    |
|          | Vin            | Par            | Per            | Tot            | PF             | PS             | Vin     | Per     | Tot     | PF      | PS      | risultato | avversaria |
| -------- | -------------- | -------------- | -------------- | -------------- | -------------- | -------------- | ------- | ------- | ------- | ------- | ------- | --------- | ---------- |
| 2021     | 1              | 0              | 1              | 2              | 52             | 38             | -       | -       | -       | -       | -       | -         | -          |
| Totale   | 1              | 0              | 1              | 2              | 52             | 38             | -       | -       | -       | -       | -       |           |            |

Fonti: Enciclopedia del Football - A cura di Roberto Mezzetti

Template:Football Sofia Old Dogs storico